# Statki transportowe typu Victory

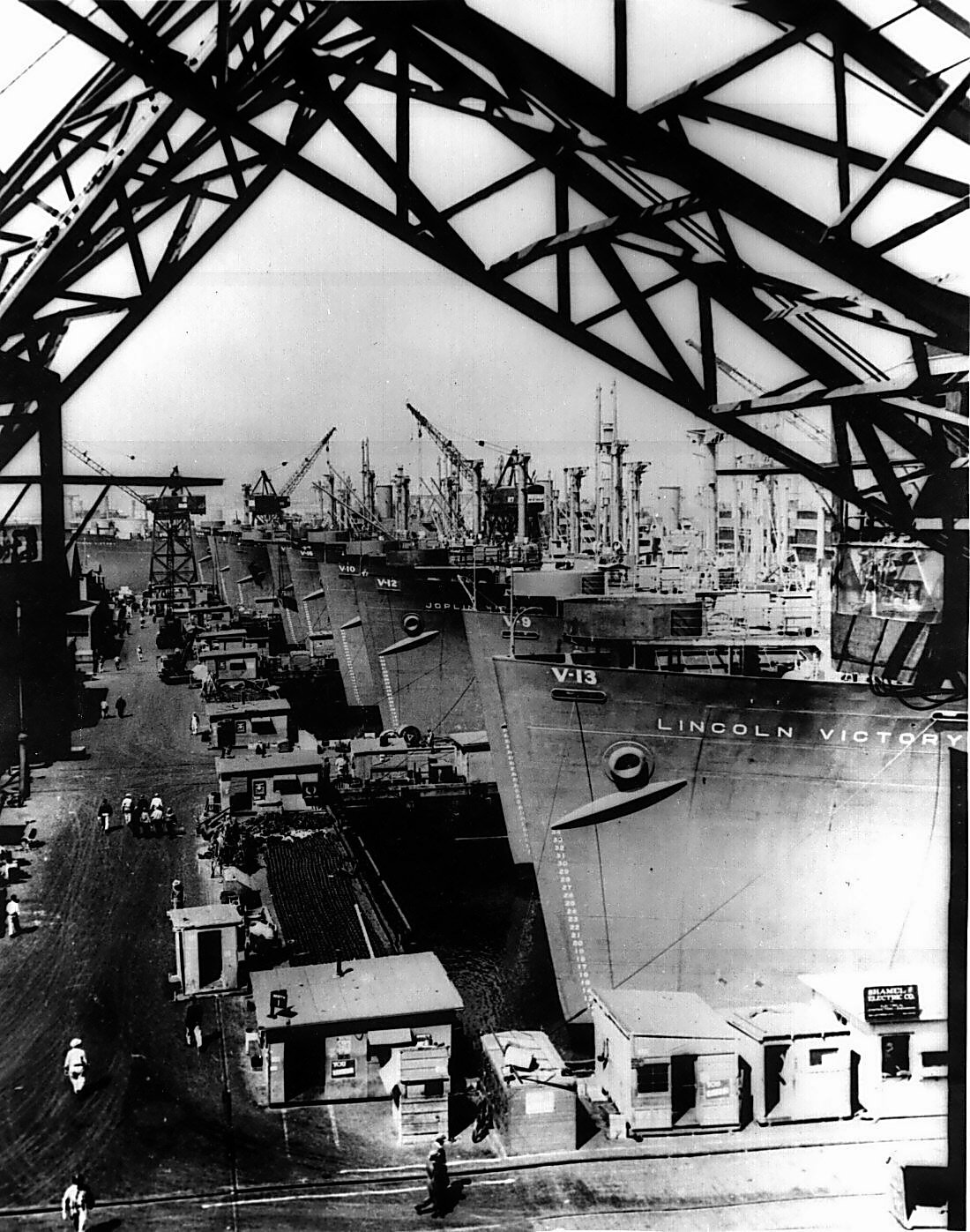
Statki typu Victory na pochylni

Statki typu Victory – budowane masowo w USA podczas II wojny światowej od roku 1944. Statki typu Victory (oficjalnie jako typ VC2) były rozwinięciem długiej serii statków Liberty. Statki serii zostały zbudowane na pochylniach 18 różnych stoczni przez specjalnie w tym celu przeszkolonych pracowników stoczniowych. Budowa jednego statku (od położenia stępki przez wodowanie do rejsu próbnego) nie przekraczała 40 dni. W porównaniu do poprzednich jednostek klasy Liberty statki Victory były statkami szybszymi i o większym zasięgu pływania. Do końca wojny wybudowano w sumie 534 statki tego typu.

## Wykorzystanie statków typuVictory
Statki typu Victory były wykorzystywane w szybkich konwojach atlantyckich transportujących zaopatrzenie dla inwazyjnych armii Aliantów w latach 1944-1945 (w wyniku ataków U-Bootów utracono dwie jednostki – "Fort Bellingham" storpedowany przez U-360, dobity przez U-957; "Fort St. Nicolas" storpedowany przez U-410). Walory szybkości i nieprzeciętnego zasięgu spowodowały masowe użycie statków typu Victory w amerykańskiej ofensywie na Pacyfiku przeciwko Japonii jako szybkie jednostki desantowe i transportowce środków amfibijnych. W skład US Navy weszło w sumie 117 statków typu Victory, nosiły tam sygnatury burtowe "APA" (amphibious assault ships / okręty ataku amfibijnego). Statki tego typu były wykorzystywane podczas konfliktu w Korei i nawet podczas wojny wietnamskiej. Po II wojnie światowej zdecydowana większość statków przeszła do użytku cywilnego. Doskonałe walory techniczne i zadowalający stan techniczny sprawiły, iż statki tego typu były przez dziesiątki lat wykorzystywane jako potencjalna rezerwa transportowa US Navy, a 6 jednostek tego typu po przejściu odpowiednich modyfikacji, zaczęło pełnić służbę jako okręty zaopatrzenia typu Victory zapewniające obsługę floty strategicznych atomowych okrętów podwodnych "41 for freedom" w Naval Base Guam w Apra Harbor na wyspie Guam, Naval Station Rota w hiszpańskiej Rocie oraz Holy Loch Refit Site I w Szkocji.

## Nazewnictwo statków typu Victory
Pierwszym zwodowanym statkiem serii był statek United Victory (Zjednoczone Zwycięstwo). W nazwach następnych 34 statków zostały wykorzystane nazwy państw koalicji antyhitlerowskiej (m.in. Poland Victory, Czechoslovakia Victory i Norway Victory).
218 statków otrzymało nazwy amerykańskich miast, 150 nazwy amerykańskich szkół i instytucji edukacyjnych, a reszta została nazwana bez utrzymania porządku nazewniczego serii.

## Dane techniczne
- Długość: 138,7 m
- Szerokość: 18,9 m
- Zanurzenie: 8,40 m
- Wysokość: 11,38 m
- Nośność: 10.720 t
- Pojemność: 9.200 t drobnicy w 5 ładowniach
- Zasięg: 20.000 Mil morskich
- Napęd: Turbina parowa lub silniki Diesla o mocy od 6000 KM do 8500 KM
- Prędkość: 17 węzłów.

## Statki muzea

### SS Lane Victory
W kalifornijskim porcie w San Pedro, jako jedyny statek serii zdolny do samodzielnej żeglugi

### SS Red Oak Victory
W porcie Richmond w stanie Kalifornia.

### SS American Victory
W porcie Tampa, na Florydzie

## Statki typu Victory pod polską banderą
- SS Kiliński (eks Mexico Victory) (zakupiony po wojnie)

- Ciekawostka – SS Poland Victory – tę nazwę nosił podczas wojny jeden z pierwszych amerykańskich statków typu Victory.